# 刘庆邦
刘庆邦（1951年12月—），河南沈丘人，中国当代小说家，以短篇小说出名。

## 著作
作品有《神木》、《红煤》、《闺女儿》、《家長》等。其中《神木》获第二届老舍文学奖优秀中篇小说奖，改编电影《盲井》获第53届柏林国际电影节艺术贡献银熊奖。